# Den enfoldige morder
Den enfoldige morder (originaltitel Den enfaldige mördaren) er en svensk film fra 1982 instrueret af Hans Alfredson med Stellan Skarsgård i hovedrollen som Sven Olsson. 
Filmen er hovedsagelig baseret på afsnittet Idiotens Berättelse i Hans Alfredsons roman En ond mand, men også elementer fra de øvrige kapitler i denne bog indgår i handlingen.

## Handling
Handlingen finder sted i 1930'ernes Skåne. Den starter, hvor den handikappede pige Anna og hovedpersonen Sven skjuler sig i skoven. Herfra er der en række flash backs, der rækker flere år tilbage og efterhånden bliver det klart, hvorfor de er nødt til at skjule sig. 
Sven har hareskår og talefejl, og han betragtes af de fleste som dårligt begavet, hvorfor han bliver kaldt Idioten. Da Svens mor døde, blev han overladt til den onde og sadistiske fabrikant Höglund, medlem af nazistpartiet, der tvang ham til at arbejde for sig uden løn. Sven læser meget i Biblen, og hører og ser ofte engle. Mens han bor i en staldbygning hos fabrikanten, udtrykker han sit håb om befrielse til tonerne af satsen befri mig fra Verdis Requiem. I alle scener, hvor englene optræder, ledsages de og Sven af musikken herfra.
Sven bliver ven med pigen Anna Månsson (spillet af Maria Johansson), hvis familie tager sig af ham, og for første gang i sit liv bliver han behandlet som en voksen. Sven får arbejde hos familien, og Sven får for første gang i sit liv løn for at arbejde. Han kan nu spare op til en motorcykel, og efter noget tid får han råd til at købe en. Fabrikanten er ikke tilfreds med Svens venskab med den fattige familie, og da han ikke vil give henstand med huslejen, må Annas fader aflevere sine sidste sparepenge, hvorefter fabrikanten kaster sedlerne i kaminen med bemærkningen: "Det er ikke pengene. Det er princippet". I en anden scene opdager Sven, at fabrikanten har samleje med Svens søster, Vera, som han samtidig ydmyger. Da fabrikant Höglunds chauffør ødelægger Svens motorcykel på fabrikantens ordre bliver det Sven for meget. Englene træder frem igen, og Sven bliver kaldet til at tage hævn, og bevæbnet med en le og fulgt af de tre engle begiver Sven sig mod fabrikant Höglunds hus. I det endelige opgør med fabrikanten er det til tonerne fra satsen Dies Irae (Vredens dag, Dommedag). Efter at have dræbt fabrikanten flygter Sven og Anna sammen, og mens Sven sover, høres politiet sirener i baggrunden. Der falder to skud, formentlig fordi Anna har dræbt Sven og derefter sig selv, men dette ses ikke i filmen, og myndighedernes konklusion er, at Sven har dræbt Anna og derefter skudt sig selv. 

## Filmisk genre
Scenerne veksler mellem eksponering af lys og mørke. Kontrasterne skærpes gennem anvendelsen af dobbelteksponering, hvor en silhuet fra en scene tones ind i en anden scene. Dette virkemiddel anvendes blandt andre af Rainer Werner Fassbinder.

## Anmeldelser
Filmen er blevet rost for sin komplicerede struktur med Sven som en alvidende fortæller, der formulerer sig præcis og nuanceret, samtidig med, at han i omgangen med andre udtrykker sig ubehjælpsomt på grund af sin talefejl. Et andet særkende er kombinationen af humor og tragedie. Såvel Alfredson, der både er instruktør og indehaver af rollen som den onde fabrikant, som Skarsgård fremhæves for deres karakterroller. Som helhed er filmen blevet fremhævet som "et glimrende bevis på, hvor stort og bredt Hasse Alfredsons talent var". Der er flere symbolske bibelske referencer, som understreges af Verdis musik.

## Medvirkende
- Stellan Skarsgård – Sven
- Maria Johansson – Anna
- Hans Alfredson – Höglund
- Per Myrberg – Andersson